# 2e cérémonie des Victoires de la musique
 (avril 2025).
Si vous disposez d'ouvrages ou d'articles de référence ou si vous connaissez des sites web de qualité traitant du thème abordé ici, merci de compléter l'article en donnant les références utiles à sa vérifiabilité et en les liant à la section « Notes et références ».
La 2e cérémonie des Victoires de la musique a lieu le 22 novembre 1986 au Moulin-Rouge. Elle est présentée par Renaud et retransmise sur Antenne 2.

## Palmarès
Les gagnants sont indiqués ci-dessous en tête de chaque catégorie et en caractères gras.

### Artiste interprète masculin

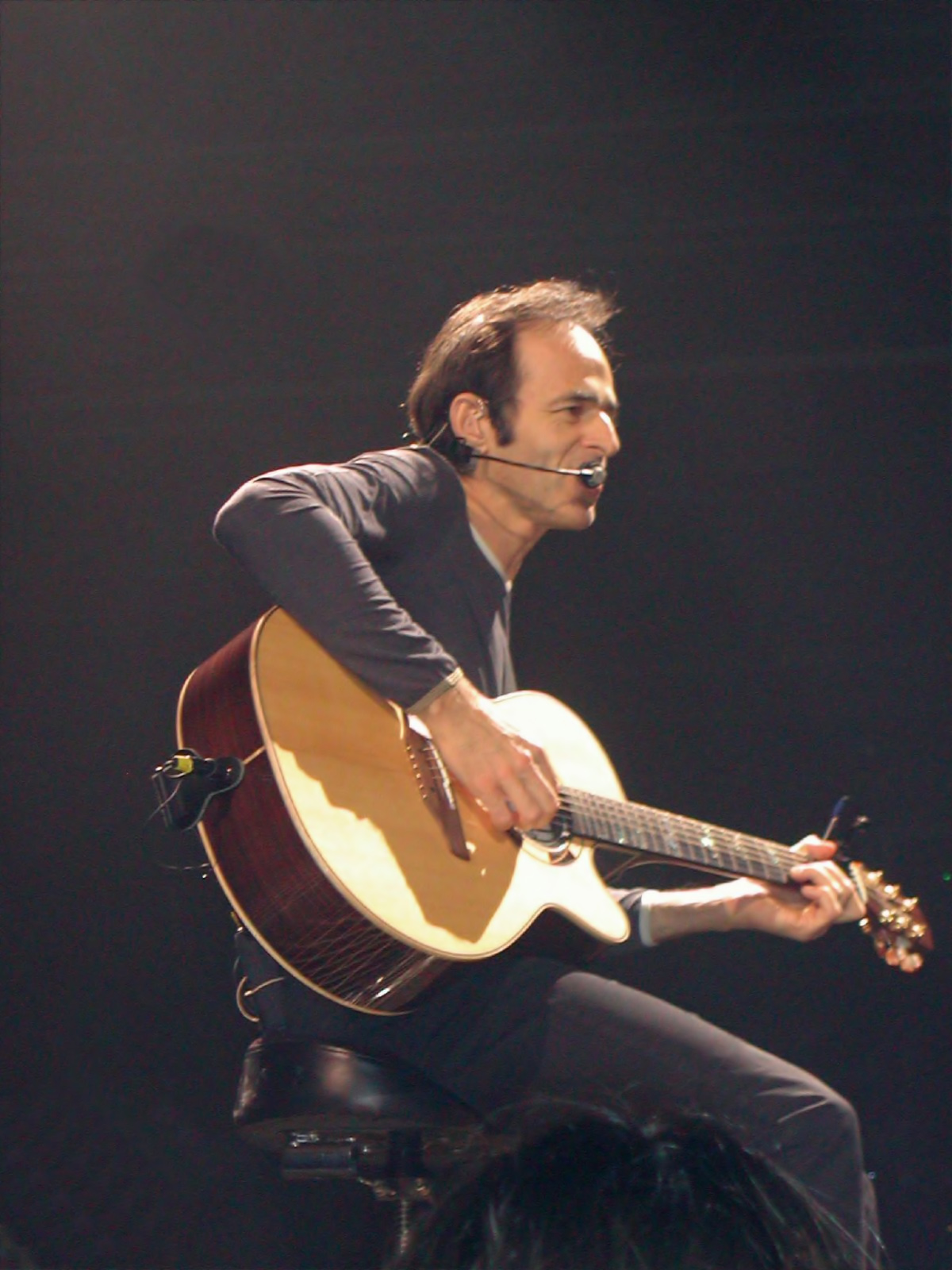
Jean-Jacques Goldman, artiste masculin.

- Jean-Jacques Goldman
  - Étienne Daho
  - Renaud

### Artiste interprète féminine

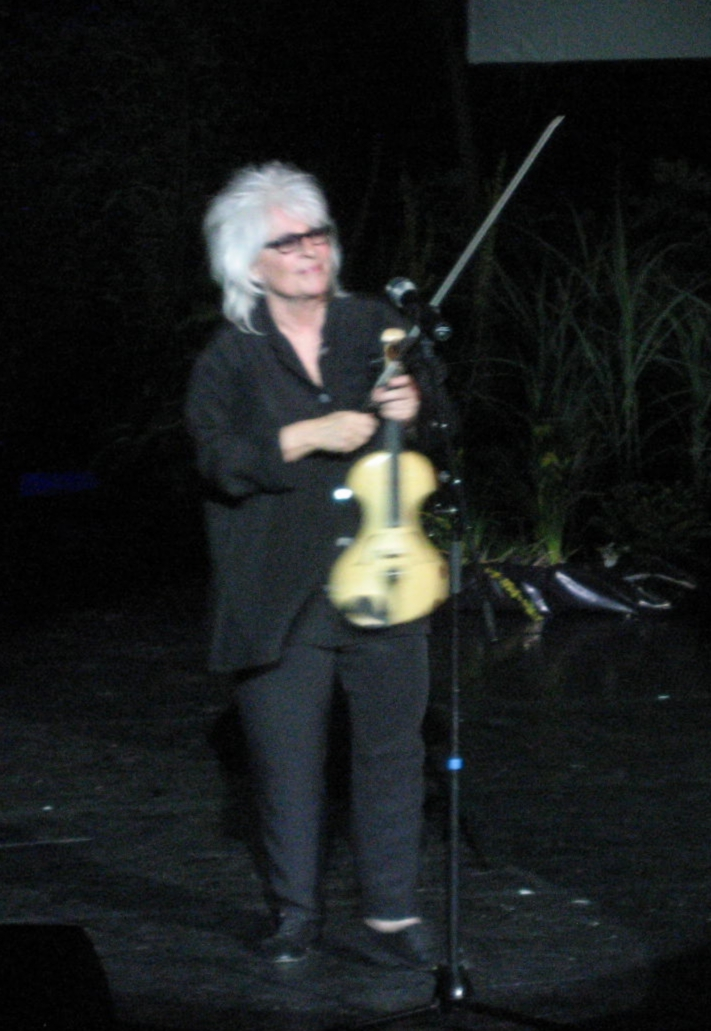
Catherine Lara, artiste féminine.

- Catherine Lara
  - Jeanne Mas
  - Catherine Ringer

### Révélation variétés
- Gold
  - Niagara
  - Stéphanie

### Album de chansons
- Sauver l'amour de Daniel Balavoine[note 1]
  - Mistral gagnant de Renaud
  - Non homologué de Jean-Jacques Goldman

### Album rock
- Passé le Rio Grande d'Alain Bashung
  - Pop Satori d'Étienne Daho
  - 3 d'Indochine

### Album de variété instrumentale
- Rendez-vous de Jean-Michel Jarre
  - Performance de Georges Jouvin
  - Sonates de Richard Clayderman

### Chanson
- Belle-Île-en-Mer, Marie-Galante de Laurent Voulzy (paroles : Alain Souchon -  musique : Laurent Voulzy)
  - L'Aziza de Daniel Balavoine (paroles et musique : Daniel Balavoine)
  - En rouge et noir de Jeanne Mas (paroles : Jeanne Mas - musique : Massimo Calabrese, Piero Calabrese, Lorenzo Meinardi et Romano Musumarra)
  - Nuit magique de Catherine Lara (paroles : Luc Plamondon - musique : Catherine Lara et Sébastian Santa-Maria)

### Spectacle musical
- Jean-Michel Jarre à Houston
  - La petite boutique des horreurs adapté et mis en scène par Alain Marcel
  - Renaud au Zénith de Paris

### Album francophone
- Faire à nouveau connaissance de Diane Tell (Canada)
  - Apartheid is nazism d'Alpha Blondy (Côte d'Ivoire)
  - To cola nuts de Mory Kanté (Guinée)

### Compositeur de musique de film
- Gabriel Yared pour 37°2 le matin
  - Jean-Claude Petit pour Jean de Florette
  - Serge Gainsbourg pour Tenue de soirée

### Vidéo-clip
- La Ballade de Jim d'Alain Souchon, réalisé par Philippe Bensoussan
  - Libertine de Mylène Farmer, réalisé par Laurent Boutonnat
  - Quelque chose de Tennessee de Johnny Hallyday, réalisé par Bernard Schmitt

### Musicien de studio
- Jannick Top
- Manu Katché
- Kamil Rustam

### Pochette de disque
- Femmes d'aujourd'hui de Jeanne Mas (photos : Ennio Antonangeli et Sylvana Sentino)
- Mistral gagnant de Renaud (photo : R. Vincent-Warin)
- Pop Satori d'Étienne Daho (photo : Janus Kawa)

## Artistes à nominations multiples
- 4 nominations : 
  - Renaud
- 3 nominations : 
  - Étienne Daho
  - Jeanne Mas
- 2 nominations : 
  - Daniel Balavoine
  - Jean-Jacques Goldman
  - Jean-Michel Jarre
  - Catherine Lara
  - Alain Souchon

## Artiste à récompenses multiples
- 2 récompenses :
  - Jean-Michel Jarre
  - Alain Souchon